# Ship of Dreams
Noveno disco de David Knopfler editado y publicado en el 2004.
Ship Of Dreams viaja una amplia gama de estilos gracias a los músicos de orquesta. Un equipo de músicos brillantes añade la diversidad y el drama a paisajes musicales. 
Las letras de canciones de Knopfler son de poética rica. Vocalmente, David suena como su hermano cantando sus canciones con pasión. 
El CD es fuerte de principio a fin. Especialmente "4 U (Rabbit Song)". 
"Easy Street" es una canción de blues, nervioso sobre David reunión del diablo que está tratando de llegar a un acuerdo.Teclas de órgano y un ritmo sólido complemento a la dinámica de la canción. Y el tema 'Shine Shine Shine' comienza con la instrumentación marcado con el piano y la voz como el foco principal.
David Knopfler ha trazado su propio camino y su última versión es de ensueño.

## Canciones
1. 4U (Rabbit Song)
2. Easy Street
3. God's Mockingbird
4. Ship Of Dreams
5. True Love
6. All I Want Is You
7. Going Down With The Waves
8. When Will The Crying Stop
9. Shine Shine Shine
10. The Price For Loving You
11. Sometimes There Are No Words
12. Mending My Nets
13. Tears Fall
14. Symmetry Of The Stars

Bonus Tracks: 
- America
- Anna Tonight

(solo en la edición europea del disco)

## Músicos
- Harry Bogdanovs :Guitarra, Piano, Bajo, Mandolina
- Alan Clark :Órgano, Piano (Pista 9)
- Martin Ditcham :Batería, Percusiones
- Melvin Duffy :Pedal & Lap Steel Guitar(Pista 5)
- Rob Farrer :Timpani (Pista 7), Vibráfono (Pista 12)
- Flavia Gray :Coros
- Tee Green :Coros
- David Knopfler :Voz, Guitarra, Piano, Armónica(Pistas 10,13)
- Jule Neigel :Guitarra (Pistas 2,8,11)
- Chris Rea :Bajo
- Pete Shaw :Coros
- Megan Slankard :Violonchelo (Pista 12)
- Robin Thompson :Violonchelo (Pista 10)
- Jane Weatherhogg :Saxófono
- Tim Whitehead :---

## Productores
- Harry Bogdanovs(Pistas 1-6,8,9,11,12,16)
- Peter Hoffman (Pista 10)
- Neilson Hubbard (Pista 15),
- David Knopfler
- Mark Starks (Pista 15)

- Datos: Q2880779